# Qigang Chen
Qigang Chen (født 28. august 1951 i Shanghai, Kina) er en kinesisk/fransk emigreret komponist, pianist, lærer og dirigent.
Chen studerede komposition på Musikkonservatoriet i Beijing (1977-1983). Tog til Frankrig, nærmere Paris (1984), hvor han studerede komposition videre hos Olivier Messiaen, som en af dennes sidste elever fra et internationalt land. Han har skrevet orkesterværker, kammermusik, balletmusik, koncertmusik, sange, elektronisk musik, musik til film etc.
Chen fik fransk statsborgerskab i (1992), og underviser i komposition rundt omkring i hele Verden.

## Udvalgte værker
- Wu Xing (De fem elementer) (1998-1999) - for orkester
- Luan Tan (2010–2015) - for orkester
- Ekstase (1995) - for obo og orkester
- Glæden ved lidelse (2017) - for violin og orkester